# Sensbachtal
Sensbachtal este o fostă comună din landul Hessa, Germania. Pe 1 ianuarie 2018 comuna Sensbachtal a fost desființată și inclusă în orașul Oberzent.